# Alfred Healey
Alfred Hearn Healey (Horncastle, 13 luglio 1879 – Trinity, 12 settembre 1960) è stato un ostacolista e velocista britannico.
È stato medaglia nel bronzo nel 1906 ai Giochi olimpici intermedi nei 110 metri ostacoli. Nella medesima specialità, ai Giochi olimpici di Londra 1908 su eliminato durante la semifinale.

## Palmarès
| Anno | Manifestazione            | Sede   | Evento             | Risultato    | Prestazione | Note |
| ---- | ------------------------- | ------ | ------------------ | ------------ | ----------- | ---- |
| 1906 | Giochi olimpici intermedi | Atene  | 100 metri          | elim. semif. | n/d         |      |
| 1906 | Giochi olimpici intermedi | Atene  | 110 metri ostacoli | Argento      | n/d         |      |
| 1908 | Giochi olimpici           | Londra | 110 metri ostacoli | elim. semif. | 15"9 s      |      |